# Tamara Mànina
Tamara Mànina (en rus: Тама́ра Ма́нина) (Petrozavodsk, Unió Soviètica 1934) és una gimnasta artística russa, ja retirada, guanyadora de sis medalles olímpiques.

## Biografia
Va néixer el 5 de setembre de 1934 a la ciutat de Petrozavodsk, capital de la República de Carèlia, que en aquells moments formava part de la República Socialista Federada Soviètica de Rússia (Unió Soviètica) i que avui dia forma part de la Federació Russa.
De ben petit va viure a Sant Petersburg, si bé durant la Segona Guerra Mundial, i a causa de les batalles realitzades en el front oriental del conflicte, va ser evacuada amb la seva família a Taixkent. El 1944 retornà a Sant Petersbrug.

## Carrera esportiva
Va participar, als 22 anys, en els Jocs Olímpics d'Estiu de 1956 realitzats a Melbourne (Austràlia), on va aconseguir guanyar quatre medalles: la medalla d'or en la prova per equips, la medalla de plata en la prova de salt sobre cavall i barra d'equilibris, així com la medalla de bronze en la competició per aparells per equips. En aquests Jocs finalitzà sisena en la prova individual i novena en l'exercici de terra.
Absent dels Jocs Olímpics d'estiu de 1960 realitzats a Roma (Itàlia) per culpa d'una lesió, participà en els Jocs Olímpics d'Estiu de 1964 realitzats a Tòquio (Japó), on va aconseguir guanyar una nova medalla d'or en la prova per equips i una nova medalla de plata en la barra d'equilibris.
Al llarg de la seva carrera aconseguí guanyar vuit medalles en el Campionat del Món de gimnàstica artística, entre elles cinc medalles d'or.